# Marcus Hatten
Marcus Hatten (ur. 13 grudnia 1980 w Baltimore) – amerykański koszykarz, występujący na pozycjach rozgrywającego.
W 2003 roku wziął udział w obozie szkoleniowym Los Angeles Clippers, a rok później Denver Nuggets.

## Osiągnięcia
Stan na 3 sierpnia 2017, na podstawie, o ile nie zaznaczono inaczej.
College
- Zawodnik Roku FCCAA (2001)
- Mistrz:
  - turnieju NIT (2003)[3]
  - konferencji Panhandle (2001)
- MVP turnieju NIT (2003)[4]
- Laureat Haggerty Award (2002)[5]
- Zaliczony do:
  - I składu:
    - AAC (2002, 2003)
    - turnieju Great Alaska Shootout (2002)
    - All-State (2000)
    - NJCAA All-America (2001)
    - All-Conference  (2000)
- Lider konferencji Big East w[6]:
  - przechwytach (2003)
  - liczbie celnych (277) i oddanych (653) rzutów z gry (2003)

Drużynowe
- Wicemistrz Wenezueli (2005)
- Zdobywca Pucharu Belgii (2011)
- 3. miejsce w Pucharze II ligi hiszpańskiej (2004)
- Awans do niemieckiej Bundesligi (2017)
- Uczestnik rozgrywek:
  - EuroChallenge (2010/11, 2014/15)
  - Eurocup (2005/06)

Indywidualne
- MVP:
  - meczu gwiazd EuroChallenge (2006)
  - 11 rundy ligi greckiej (2011/12)
- Powołany do udziału w meczu gwiazd Polska – Gwiazdy PLK (2004 – nie wystąpił, opuścił zespół)[7]
- Uczestnik meczu gwiazd FIBA EuroChallenge (2006)
- Lider:
  - strzelców ligi izraelskiej (2006)
  - w przechwytach ligi:
    - niemieckiej (2016)
    - izraelskiej (2007)